# Domaine public payant
Domaine public payant innebär att upphovsrätten för ett verk övergår till staten efter skyddstidens utgång och staten får därmed möjlighet att avgiftsbelägga användning av dessa verk.:113
Systemet har implementerats och dragits tillbaka i flera länder. Det tillämpas fortfarande i flera länder i Sydamerika och Afrika. 
Förslaget diskuterades under 1920-talet i alla nordiska länder. I Sverige framlades en motion vid 1924 års riksdag för att säkerställa en effektiv kontroll över den fria litteraturen samt att den inte utgavs i "mindervärdiga upplagor".:113